# 濱野高年
濱野 高年（はまの たかとし）は、日本の音響監督。マジックカプセル所属。

## 参加作品
※ 特記のない限り全て音響監督としての参加

### テレビアニメ
2010年
-  俺の妹がこんなに可愛いわけがない（音響制作）

2013年
- SSB -超青春姉弟s-
- ふたりはミルキィホームズ

2014年
- M3〜ソノ黒キ鋼〜
- マケン姫っ! 通

2015年
- 探偵歌劇 ミルキィホームズ TD
- トリアージX

2016年
- 競女!!!!!!!!
- ラグナストライクエンジェルズ
- Rewrite

2017年
- アイドルマスター SideM
- Rewrite 2ndシーズン

2018年
- アイドリッシュセブン
- アイドルマスター SideM 理由あってMini!
- たくのみ。
- ダメプリ ANIME CARAVAN
- 重神機パンドーラ
- ゴブリンスレイヤー（アフレコ演出）
- メルクストーリア -無気力少年と瓶詰め少女-

2019年
- けだまのゴンじろー
- 異世界かるてっと（アフレコ演出）
- 通常攻撃が全体攻撃で二回攻撃のお母さんは好きですか?
- あんさんぶるスターズ!
- 神田川JET GIRLS

2020年
- number24
- A3!
- ソマリと森の神様
- キングスレイド 意志を継ぐものたち
- いわかける! - Sport Climbing Girls -
- ぐらぶるっ!

2021年
- 転生したらスライムだった件 転スラ日記（アフレコ演出）
- プラチナエンド
- 月とライカと吸血姫

2022年
- 明日ちゃんのセーラー服
- ぷちセカ
- じゃんたま PONG☆
- RWBY 氷雪帝国（アフレコ演出）
- VAZZROCK THE ANIMATION
- 4人はそれぞれウソをつく

2023年
- SHY
- ゴブリンスレイヤーII
- 帰還者の魔法は特別です

2024年
- 異修羅
- デリコズ・ナーサリー
- 真の仲間じゃないと勇者のパーティーを追い出されたので、辺境でスローライフすることにしました2nd
- 即死チートが最強すぎて、異世界のやつらがまるで相手にならないんですが。

2025年
- 誰ソ彼ホテル
- 天久鷹央の推理カルテ

### 劇場アニメ
2016年
- ゼーガペイン ADP ※明田川仁と共同

2023年
- 劇場版アイドリッシュセブン LIVE 4bit BEYOND THE PERiOD
- 劇場版 ポールプリンセス!!

### OVA
2003年
- エイケン エイケンヴより愛をこめて（音響担当）

2010年
- あきそら 〜夢の中〜

### Webアニメ
2022年
- ポールプリンセス!!